# Leptoconops lisbonnei
Leptoconops lisbonnei är en tvåvingeart som beskrevs av Radovan Harant och Galan 1944. Leptoconops lisbonnei ingår i släktet Leptoconops och familjen svidknott.
Artens utbredningsområde är Frankrike. Inga underarter finns listade i Catalogue of Life.